# Raphael Kokas
Raphael Kokas, né le 7 novembre 2004 à Vienne, est un coureur cycliste autrichien. Il participe à des compétitions sur route et sur piste.

## Biographie

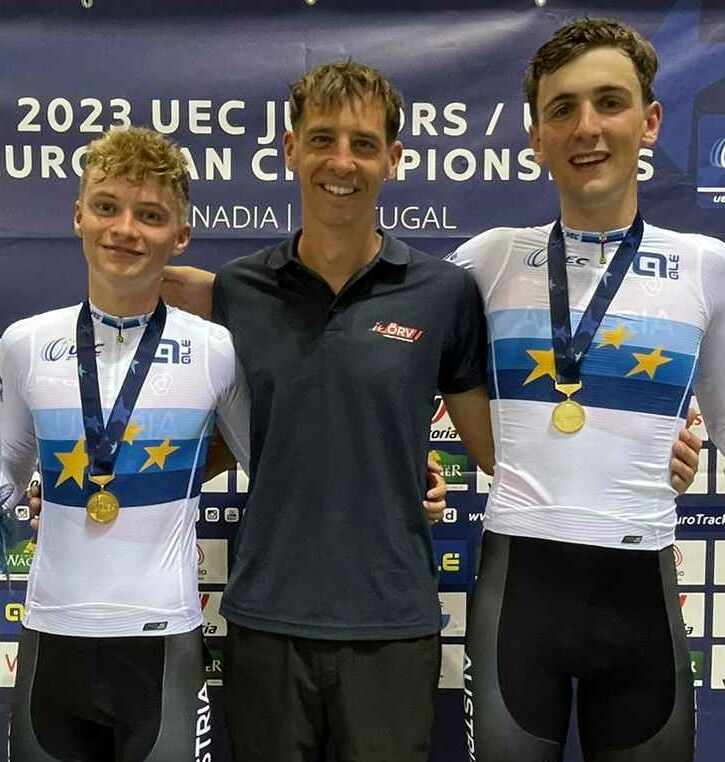
Raphael Kokas (à gauche) en tant que champion d'Europe espoirs en 2023, avec Maximilian Schmidbauer (à droite) et l'entraîneur Andreas Graf

Raphael Kokas provient d'une famille dans laquelle le vélo joue un rôle important. Son père Gernot dirige une association cycliste à Vienne, et sa sœur aînée Janine pratique elle aussi ce sport en compétition. Il participe à ses premières courses cyclistes en 2016, vers l'âge de douze ans. Actif sur piste, il remporte ses premiers titres de championnats d'Autriche en 2018, dans sa catégorie d'âge. 
Dans les rangs juniors juniors, il confirme ses aptitudes en décrochant de nouveaux titres. Il est notamment sacré champion national de l'élimination et de l'omnium en 2022 chez les élites, alors qu'il n'a pas encore dix-huit ans. La même année, il se classe quatrième de l'omnium aux championnats du monde juniors. Il devient ensuite champion d'Europe espoir de l'américaine en 2023, aux côtés de son compatriote Maximilian Schmidbauer. Sur route, il termine neuvième du Tour du Kosovo.
En 2024, il conserve son titre de champion d'Europe espoir de l'américaine, cette fois-ci avec Tim Wafler. Il représente par ailleurs l'Autriche dans cette discipline aux Jeux olympiques, qui ont lieu à Paris. 

## Palmarès sur piste

### Jeux olympiques
- Paris 2024
  - 14e de l'américaine

### Championnats nationaux
- 2019
  - 3e du championnat d'Autriche de course aux points U17
- 2020
  -  Champion d'Autriche de course aux points juniors
  - 3e du championnat d'Autriche de poursuite juniors
- 2021
  -  Champion d'Autriche de poursuite juniors
  -  Champion d'Autriche de l'élimination juniors
  -  Champion d'Autriche de l'omnium juniors
  -  Champion d'Autriche de course aux points juniors
  -  Champion d'Autriche du scratch juniors
  - 2e du championnat d'Autriche du kilomètre juniors
- 2022
  -  Champion d'Autriche de l'élimination
  -  Champion d'Autriche de l'omnium
  -  Champion d'Autriche de l'omnium juniors
  -  Champion d'Autriche de course aux points juniors
  -  Champion d'Autriche du scratch juniors
  - 2e du championnat d'Autriche de l'américaine
  - 2e du championnat d'Autriche du scratch
- 2023
  -  Champion d'Autriche de l'américaine (avec Maximilian Schmidbauer)
  - 3e du championnat d'Autriche de course aux points
- 2025
  -  Champion d'Autriche de l'élimination
  - 3e du championnat d'Autriche de course aux points

## Classements mondiaux
| Année                                 | 2023  |
| ------------------------------------- | ----- |
| Classement mondial                    | 3032e |
| UCI Europe Tour                       | 1610e |
|                                       |       |
| Légende : nc = non classéSource : UCI |       |